# Door no Mukō de Bell ga Natteta
Singles de Kaori Iida
Aegekai ni Dakarete
(2004)
 Door no Mukō de Bell ga Natteta  (ドアの向こうでBellが鳴ってた, ou Door no Mukou...) est le second single en solo de Kaori Iida.
Il sort le 28 juillet 2004 au Japon sous le label Chichūkai, alors que la chanteuse était encore membre et leader du groupe Morning Musume. Il est produit et composé par Tsunku. Il atteint la 33e place du classement de l'oricon, et reste classé pendant trois semaines. La chanson-titre figurera sur le troisième album de la chanteuse, Avenir ~Mirai~ qui sort en fin d'année.

## Liste des titres
(titres écrits par Tokuko Miura et composés par Tsunku)
1. Door no Mukō de Bell ga Natteta  (ドアの向こうでBellが鳴ってた?)
2. Nakazu ni Irarenai Watashi desu  (泣かずにいられない私です?)
3. Door no Mukō de Bell ga Natteta (Instrumental)  (...?)